# 甘露醇2-脱氢酶
甘露醇2-脱氢酶（英語：mannitol 2-dehydrogenase，EC 1.1.1.67 （页面存档备份，存于））是一种以NAD+或NADP+为受体、作用于供体CH-OH基团上的氧化还原酶，化学式为:C2538H3987O742N659S27。这种酶能催化以下酶促反应：
D-甘露醇 + NAD+ {\displaystyle \rightleftharpoons } D-果糖 + NADH + H+
甘露醇2-脱氢酶主要参与果糖和甘露糖的代谢过程。